# رسانه جریان اصلی

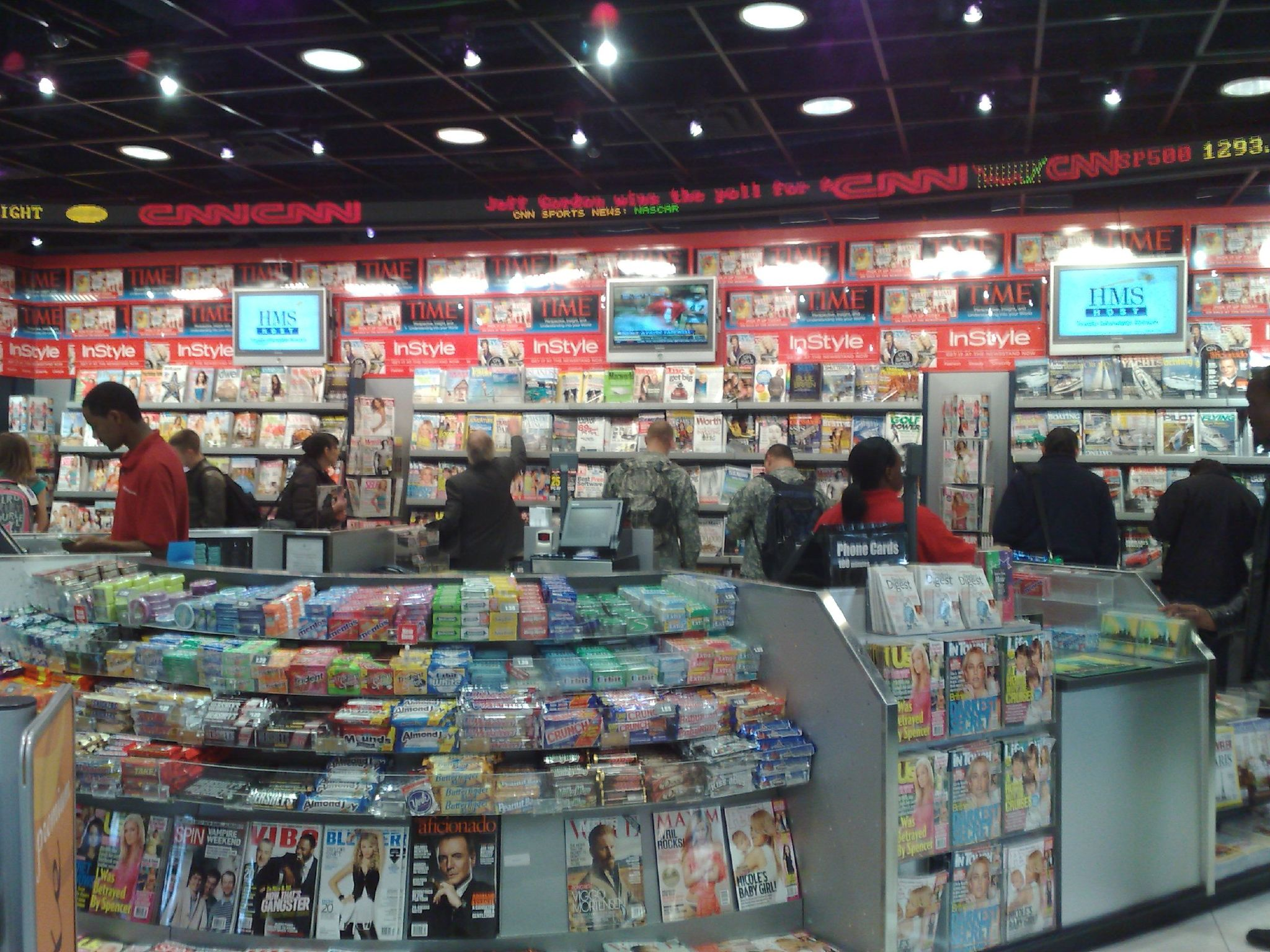
دکه روزنامه فروشی در سال 2008 میلادی. لاس وگاس، ایالات متحده

رسانه جریان اصلی لفظی‌است که در اشارهٔ دسته‌جمعی به رسانه‌های گروهی بزرگی به کار می‌رود که تعداد زیادی از مردم را تحت تأثیر قرار می‌دهند، و جریان‌های فکری رایج را هم بازتاب می‌دهند و هم به آن‌ها شکل می‌دهند. این لفظ در تضاد با رسانهٔ جایگزین که ممکن است از آنجا که نظر رایج را بازتاب نمی‌دهد دارای فکر مخالف تر باشد به کار می‌رود.
این لفظ غالباً در اشاره به شرکت‌های بزرگ خبری از جمله روزنامه‌ها و سخن‌پراکنی‌ها، که دچار ادغام متوالی در کشورهای مختلف شده‌اند به کار می‌رود.